# Falsomordellistena shinanomensis
Falsomordellistena shinanomensis es una especie de coleóptero de la familia Mordellidae.

## Distribución geográfica
Habita en Japón.